# Ampelmännchen

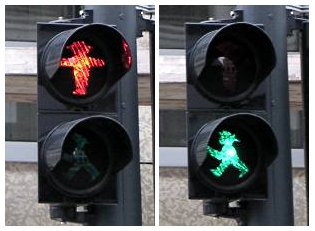
Un feu de signalisation récent représentant des de.

Les Ampelmännchen (mot allemand signifiant « petits bonshommes du feu [de signalisation] ») sont les personnages symboliques se trouvant sur les feux de signalisation lumineux destinés aux piétons en ex Allemagne de l'Est.
Ils ont été créés en 1961 par Karl Peglau et il était prévu de les supprimer [réf. souhaitée] [pourquoi ?] en 2008, mais à la suite de protestations il a été décidé de les conserver car ils représentaient pour beaucoup une des dernières, sinon la seule trace de leur ancienne identité est-allemande disparue dans la réunification. Cette réaction s'inscrit dans le phénomène d'Ostalgie. La partie occidentale de Berlin les a adoptés pour leur facilité de distinction.

## Variations
En 2005, leur pendant féminin, les Ampelfrauen (« femmes de feu de signalisation »), est apparu à Zwickau.
On peut à présent les voir aussi à Dresde ainsi qu'à Trèves où un modèle représentant Karl Marx (c'est sa ville de naissance) a été mis en place  et dans autres pays de l'Union européenne comme les Pays-Bas, le Danemark ainsi que l'Autriche.
Il existe aussi des versions bricolées montrant par exemple un homme portant un parapluie, résultat d'un canular.
Le graphiste breton Fañch Le Henaff a détourné l’Ampelmann pour ses affiches du fest-noz de Locronan.

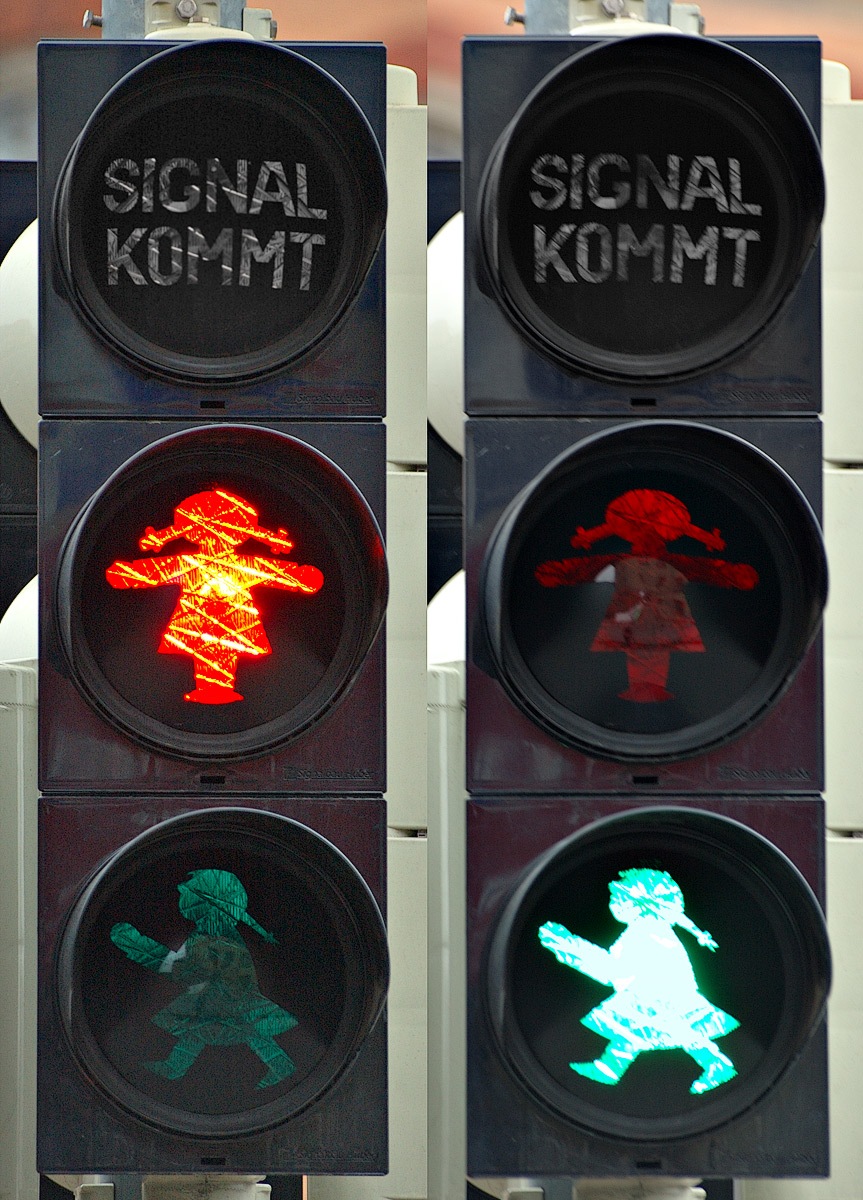
Version féminine.
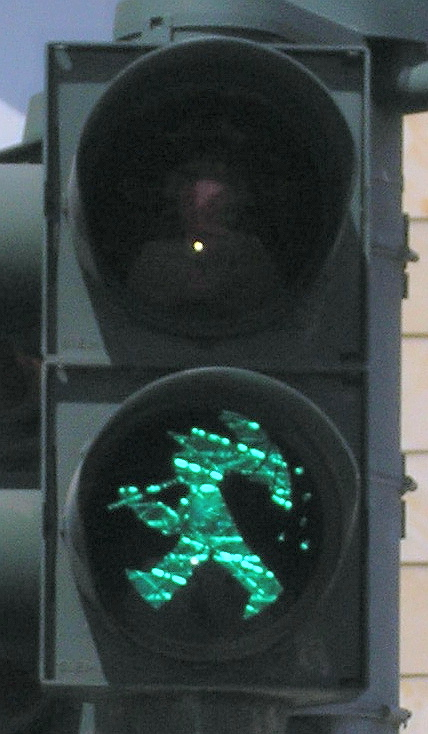
Le bonhomme avec un parapluie.